# 이카와다니촌
이카와다니촌(伊川谷村)은 일본 효고현 아카시군에 설치되었던 촌이다. 현재의 고베시 니시구의 일부에 해당한다.